# إن جي سي 612 (مجرة)
NGC 612 هي مجرة محدبة في كوكبة النحات تقع على بعد حوالي 388 مليون سنة ضوئية من الأرض. تم تحديد NGC 612 كمثال نادر للغاية على مجرة راديوية غير بيضاوية الشكل، تستضيف أحد أقرب مصادر الراديو القوية FR-II.